# Amtsgericht Wehlau
Das Amtsgericht Wehlau war ein preußisches Amtsgericht mit Sitz in Wehlau, Ostpreußen.

## Geschichte
Das königlich preußische Amtsgericht Wehlau wurde mit Wirkung zum 1. Oktober 1879 als eines von acht Amtsgerichten im Bezirk des Landgerichtes Königsberg im Bezirk des Oberlandesgerichtes Königsberg gebildet. Der Sitz des Gerichtes war Wehlau. Aufgehoben wurde das Kreisgericht Wehlau. Sein Gerichtsbezirk umfasste den Kreis Wehlau ohne den Teil, der den Amtsgerichten Allenburg und Tapiau zugeordnet war. Am Gericht bestanden 1888 zwei Richterstellen. Das Amtsgericht war damit ein mittelgroßes Amtsgericht im Landgerichtsbezirk. Gerichtstage wurden in Groß-Schirrau gehalten. In Folge der Weltwirtschaftskrise wurden 60 Amtsgerichte auf Grund von Sparverordnungen aufgehoben. Mit der Verordnung über die Aufhebung von Amtsgerichten vom 30. Juli 1932 wurde das Amtsgericht Allenburg zum 30. September 1932 aufgehoben und sein Sprengel zwischen den Amtsgerichten Wehlau (Allenburg, Eiserwagen, Ernstwalde, Groß Allendorf, Jägersdorf, Koppershagen, Kortmedien, Ragurren, Neumühl, Plauen, Schallen und Schönrade) und Tapiau (Friedrichsdorf, Groß Engelau, Gundau, Hanswalde, Klein Engelau, Kühnbruch und Sechshuben) geteilt.
Im Jahre 1945 wurden der Amtsgerichtsbezirk unter sowjetische Verwaltung gestellt und die deutschen Einwohner vertrieben. Damit endete auch die Geschichte des Amtsgerichtes Wehlau.